# Ole Jakobsson
Ole Abraham Jakobsson, född 22 juni 1924 i Kvevlax, död 4 juli 2001 i Jakobstad, var en finländsk journalist och författare. 
Jakobsson utexaminerades 1948 från Nykarleby seminarium och verkade fram till 1958 som lärare och föreståndare vid Lagmans skola i Jakobstad. Han var 1958–1964 informationschef vid Vasa sparbank och 1964–1986 chefredaktör för Jakobstads Tidning, vars politiskt oberoende och liberala linje stärktes under hans tid. 
Jakobsson publicerade aldrig någon diktsamling, men han skrev ett stort antal lyriska alster som spreds av sin egen kraft främst som sånger; drygt 20 kompositörer har skrivit musik till ett 100-tal texter av hans hand. Han skrev även ett antal historiker, bland annat om närings- och musiklivet i Jakobstad samt den finlandssvenska psalmboks- och sångbokslitteraturen.